# Mario Frangoulis
Mario Frangoulis (in greco: Μάριος Φραγκούλης) (Zimbabwe, 18 dicembre 1966) è un tenore greco.
Ha recitato anche in alcuni musical del West End, tra cui Les Misérables nel ruolo di Marius.